# Joachim Schulte (Bürgerrechtler)
Joachim Schulte (* 6. Juli 1954) ist ein deutscher Lehrer und Bürgerrechtler.

## Werdegang
Schulte stammt aus Nordrhein-Westfalen und unterrichtete bis 2019 an der Albert-Einstein-Schule in Schwalbach im Main-Taunus-Kreis. Seit 1978 ist er in der Schwulenbewegung aktiv. 1979 nahm er am dritten Russell-Tribunal der Neuen Linke teil und engagierte sich bei der Organisation des Homosexuellen-Treffens in Frankfurt am Main, des Homolulu-Kongresses.
1979 war er in Bremen Mitorganisator einer der ersten beiden Christopher Street Days der Bundesrepublik. Er war 1982 sowohl Gründungsmitglied des Bremer „Rat-und-Tat-Zentrums“ als auch Mitinitiator des Tagungshauses Akademie Waldschlösschen, wo er heute im zugehörigen Stiftungsrat sitzt. Er war darüber hinaus langjähriges Vorstandsmitglied im Trägerverein des lesbisch-schwulen Kommunikations- und Kulturzentrums Bar jeder Sicht in Mainz. Mit der Gründung des Netzwerks QueerNet Rheinland-Pfalz 2005 übernahm er die Funktion des Sprechers des Netzwerks.
Im November 2012 erhielt Schulte das Bundesverdienstkreuz am Bande. Die rheinland-pfälzische Familienministerin Irene Alt äußerte in ihrer Laudatio als Begründung für die Verleihung: „Joachim Schulte setzt sich mit der notwendigen Sensibilität und Überzeugungskraft für die Gleichstellung homo- und transsexueller Menschen bei allen Parteien, Behörden, Gremien, Professionen und Institutionen ein. Dieses nachhaltige Engagement für einen Politikbereich, dem wie kaum einem anderen Anfeindungen entgegen gebracht werden, verdient öffentliche Anerkennung.“ Alexander Schweitzer, Generalsekretär der rheinland-pfälzischen SPD, würdigte die Verdienste Schultes folgendermaßen: „Joachim Schulte hat etwas Großartiges erreicht. Er hat maßgeblich an der Realisierung eines Gesellschaftsbildes in Rheinland-Pfalz mitgewirkt, in dem Menschen nicht nach ihrer sexuellen Orientierung bewertet oder benachteiligt werden.“
Seit 2012 ist Schulte Vorsitzender der Schwusos in der rheinland-pfälzischen SPD. Joachim Schulte ist auch Mitglied im Arbeitskreis Schwule Lehrer und lesbische Lehrerinnen der Gewerkschaft Erziehung und Wissenschaft (GEW) Rheinland-Pfalz und im Lesben- und Schwulenverband Rheinland-Pfalz. Schulte ist Mitglied im Arbeitskreis für die Gründung einer zentralen Gedenkstätte für alle NS-Opfergruppen in Mainz. Joachim Schulte ist Landeskoordinator der SchLAu(„Schwul Lesbisch Bi Trans Aufklärung“)-Projekte in Rheinland-Pfalz.

## Ehrungen
- 2012: Verdienstkreuz am Bande der Bundesrepublik Deutschland